# Wim Cohen
Jacob Willem (Wim) Cohen (Leeuwarden, 27 augustus 1923 – Den Haag, 12 november 2000) was een Nederlandse wiskundige op het gebied van de wachtrijtheorie.

## Biografie
Cohen werd geboren in een joods gezin als zoon van Benjamin Cohen en Aaltje Klein. Na de middelbare school moest hij een groot deel van de Tweede Wereldoorlog ondergedoken verblijven bij familie en kennissen. In deze periode verdiepte hij zich door zelfstudie in de wis- en natuurkunde. Na de oorlog studeerde hij werktuigbouwkunde aan de Technische Universiteit Delft, waar hij in 1955 bij Warner T. Koiter promoveerde op het proefschrift: "Stress Calculations in Helicoidal Shells and Propeller Blades".
In de periode 1950 tot 1957 was Cohen werkzaam als telegrafie-technicus bij de Philips Communicatiegroep waar hij zich vooral bezig hield met telefoniesystemen. Van 1957 tot 1973 was hij hoogleraar Toegepaste Wiskunde aan de universiteit van Delft. In 1973 verkreeg hij de leerstoel "De operationele wiskunde" bij het Mathematisch Instituut van de Universiteit Utrecht, waar hij aanbleef tot aan zijn emeritaat in 1988. Maar ook na zijn pensionering bleef Cohen actief in de wetenschap, met name in de rol van adviseur voor het Centrum Wiskunde & Informatica (CWI) in Amsterdam.
- Bibliothèque nationale de France: cb12334024j (data)
- CiNii: DA0122253X
- Gemeinsame Normdatei: 118871927
- International Standard Name Identifier: 0000 0001 1701 3703
- Library of Congress Control Number: n50061475
- Nationale Bibliotheek van Letland: 000138308
- Mathematics Genealogy Project: 26687
- Nationale Bibliotheek van Tsjechië: mzk2003216221
- Nationale bibliotheek van Australië: 35029441
- Nationale Bibliotheek van Israël: 987007435216405171
- Nederlandse Thesaurus van Auteursnamen: 069276439
- LIBRIS: 46541
- SNAC: w63x885n
- Système universitaire de documentation: 032280173
- Virtual International Authority File: 120730335
- WorldCat: E39PBJhCJ6T7QmMMddkkRc3hHC